# Вальдемар Бендер
Вальдемар Бендер (нім. Waldemar Bender; 28 грудня 1885, Данциг — 6 грудня 1950, Кіль) — німецький офіцер, контрадмірал крігсмаріне.

## Біографія
1 квітня 1905 року вступив у кайзерліхмаріне. Учасник Першої світової війни, служив на торпедних катерах. З 1 липня 1915 по 10 травня 1916 року проходив підготовку підводника, одночасно з 23 березня по 8 квітня 1916 року — інструктор навігації на навчальному кораблі «Гілле». З 11 травня 1916 по 22 січня 1917 року — командир підводного човна U-76, з 17 травня 1917 по 17 квітня 1918 року — U-43. З 19 квітня 1918 року — в штабі 3-ї флотилії підводних човнів, з 12 листопада 1918 по 31 січня 1919 року — командир флотилії. Всього за час бойових дій потопив 8 кораблів загальною водотоннажністю не менше 21 388 брт і пошкодив 1 корабель (6 254 брт).
| Дата              | Назва корабля        | Тип             | Тоннаж, брт | Країна             |
| ----------------- | -------------------- | --------------- | ----------- | ------------------ |
| 17 жовтня 1916    | Botnia               | Пароплав        | 1,149       | Норвегія           |
| 11 листопада 1916 | Anna I               | Ice Breaker     | невідомо    | Російська імперія  |
| 15 листопада 1916 | Koursk (пошкоджений) | Пароплав        | 6,254       | Російська імперія  |
| 4 червня 1917     | Juno                 | Sailing vessel  | 1,169       | Норвегія           |
| 10 червня 1917    | Haulwen              | Пароплав        | 4,032       | Британська імперія |
| 11 червня 1917    | Teviotdale           | Пароплав        | 3,847       | Британська імперія |
| 19 червня 1917    | Tunisie              | Пароплав        | 3,246       | Франція            |
| 18 вересня 1917   | Glenfoyle            | Корабель-пастка | 1,680       | Британська імперія |
| 28 грудня 1917    | Magellan             | Пароплав        | 6,265       | Франція            |

Після демобілізації армії залишений в рейхсмаріне. 27 вересня 1935 року вийшов у відставку. 1 березня 1941 року переданий в розпорядження начальника штабу військових верфей Дронтгайма. З 5 травня 1942 по 14 березня 1943 року — головний директор військових верфей Гортена. З 9 червня 1943 року — комендант водного шляху каналу імператора Вільгельма. 11 січня 1945 року переданий в розпорядження командувача-адмірала на Балтійському морі, 31 січня звільнений у відставку.

## Звання
- Кадет (1 квітня 1905)
- Фенріх-цур-зее (7 квітня 1906)
- Лейтенант-цур-зее (28 вересня 1908)
- Оберлейтенант-цур-зее (5 вересня 1911)
- Капітан-лейтенант (24 квітня 1916)
- Корветтен-капітан (1 лютого 1925)
- Фрегаттен-капітан (1 січня 1930)
- Капітан-цур-зее (1 квітня 1932)
- Контрадмірал запасу (30 вересня 1935)
- Контрадмірал до розпорядження (1 липня 1942)

## Нагороди
- Залізний хрест
  - 2-го класу (18 квітня 1915)
  - 1-го класу (6 листопада 1916)
- Ганзейський Хрест (Гамбург; 25 листопада 1916)
- Нагрудний знак підводника (1918) (7 червня 1918)
- Почесний хрест ветерана війни з мечами (29 жовтня 1934)
- Медаль «За вислугу років у Вермахті» 4-го, 3-го, 2-го і 1-го класу (25 років)
- Хрест Воєнних заслуг 2-го і 1-го класу з мечами